# Gorzegno
Gorzegno – miejscowość i gmina we Włoszech, w regionie Piemont, w prowincji Cuneo.
Według danych na rok 2004 gminę zamieszkiwały 392 osoby, 30,2 os./km².